# Daniele Davin
Daniele Davin (Torino, 7 luglio 1962) è un ex calciatore italiano, di ruolo difensore.

## Carriera
Cresce calcisticamente nel Torino, con cui arriva a disputare due spezzoni in entrambe le finali della Coppa Italia 1980-1981 persa dai granata contro la Roma ai calci di rigore.
Nella stagione 1981-1982 passa alla Pistoiese con cui disputa 6 gare in Serie B, prima di passare al Parma con cui dalla Serie C1 conquista una promozione in Serie B.
Dopo altre 18 presenze nella serie cadetta con i parmensi, passa al Cagliari con cui gioca quattro stagioni, due in Serie B e altrettante in Serie C1.
Chiusa la parentesi sarda, si trasferisce per due stagioni al Gubbio in Serie C2.
In carriera ha collezionato complessivamente 62 presenze in Serie B.

## Palmarès
- Coppa Italia Serie C: 1

Cagliari: 1988-1989
- Campionato italiano Serie C1: 2

Parma: 1983-1984 (girone A)
Cagliari: 1988-1989 (girone B)